# Liste des fuseaux horaires
Cet article présente la liste des fuseaux horaires et les pays ou régions qu'ils contiennent.
Pour une liste des pays et de leurs fuseaux, voir la liste des fuseaux horaires par pays.
| -11                | -10     | -9      | -8      | -7      | -6      | -5      | -4      | -3      | -2      | -1      | 0       | +1      | +2      | +3     | +4     | +5     | +6     | +7     | +8     | +9     | +10    | +11    | +12/-12 |
|                    |         |         |         |         |         |         |         |         |         |         |         |         |         |        |        |        |        |        |        |        |        |        |         |
| 10 h 58            | 11 h 58 | 12 h 58 | 13 h 58 | 14 h 58 | 15 h 58 | 16 h 58 | 17 h 58 | 18 h 58 | 19 h 58 | 20 h 58 | 21 h 58 | 22 h 58 | 23 h 58 | 0 h 58 | 1 h 58 | 2 h 58 | 3 h 58 | 4 h 58 | 5 h 58 | 6 h 58 | 7 h 58 | 8 h 58 | 9 h 58  |
| Rafraîchir l'heure |         |         |         |         |         |         |         |         |         |         |         |         |         |        |        |        |        |        |        |        |        |        |         |

## Fuseaux horaires usuels
Légende :
- Classement et désignation officielle

Les fuseaux sont classés dans l'ordre croissant de leur décalage avec le Temps universel coordonné (UTC). Chaque titre indique, en plus du décalage, la dénomination alphabétique.
- Autres désignations

Les expressions utilisées pour définir certains fuseaux horaires (« Heure normale d'Europe centrale » par exemple) n'ont rien d'officiel et sont le plus souvent des traductions d'expressions traditionnelles anglaises.
- Indication des heures d'été

Chaque région est indexée dans son fuseau horaire normal, dans lequel elle se situe en hiver. Les régions qui observent l'heure d'été sont marquées d'astérisque : * dans l'hémisphère nord, ** dans l'hémisphère sud ; ajouter alors en été 1 h au fuseau horaire indiqué.

### UTC-12, Y
|        |
| 9 h 58 |

- États-Unis :
  -  Îles mineures éloignées des États-Unis
    - Île Baker
    - Île Howland (inhabitée)

### UTC-11, X
|         |
| 10 h 58 |

- Autres désignations :
  - SST : Samoa Standard Time (heure normale des Samoa)
- États-Unis :
  -  Îles mineures éloignées des États-Unis
    - Îles Midway
    - Île Jarvis, récif Kingman et atoll Palmyra

  -  Samoa américaines
- Nouvelle-Zélande :
  -  Niue

### UTC-10, W
|         |
| 11 h 58 |

- Autres désignations :
  - HST : Hawaii-Aleutian Standard Time (heure normale d'Hawaii et des îles Aléoutiennes)
- États-Unis :
  - Alaska (Îles Aléoutiennes à l'ouest de 169° 22' 30" de longitude ouest)*
  -  Îles mineures éloignées des États-Unis
    - Atoll Johnston

  - Archipel d'Hawaï (sauf les îles Midway)
- Polynésie française ( France) :
  - Archipel de la Société (incluant Tahiti)
  - Îles Tuamotu
  - Îles Australes
- Nouvelle-Zélande :
  -  Îles Cook
  -  Tokelau

### UTC-9:30, V†
|         |
| 12 h 28 |

- Polynésie française ( France) :
  - Îles Marquises

### UTC-9, V
|         |
| 12 h 58 |

- Autres désignations :
  - AKST : Alaska Standard Time (heure normale de l'Alaska)
- États-Unis :
  - Alaska* (quasiment intégralement)
- Polynésie française ( France)  :
  - Îles Gambier

### UTC-8, U
|         |
| 13 h 58 |

- Autres désignations :
  - PST : Pacific Standard Time
  - HNP : Heure normale du Pacifique (côte pacifique d'Amérique du Nord)
- Canada :
  - Colombie-Britannique* (la majeure partie)
  - Yukon*
- États-Unis :
  - Californie*
  - Idaho* (au Nord de la Salmon River et à l'Ouest de la frontière entre les comtés de l'Idaho et de Lemhi)
  - Nevada* (presque entièrement, sauf West Wendover et les villes frontalières avec l'Idaho)
  - Oregon* (presque entièrement, sauf 1/5 du comté de Malheur et les villes frontalières avec l'Idaho)
  - État de Washington*
- France :
  -  Île Clipperton (inhabitée)
- Mexique :
  - État de Basse-Californie*
- Royaume-Uni :
  -  Îles Pitcairn

### UTC-7, T
|         |
| 14 h 58 |

- Autres désignations :
  - MST : Mountain Standard Time
  - HNR : Heure normale des Rocheuses (Montagnes Rocheuses)
  - PDT : Pacific Daylight Saving Time (heure d'été de la côte pacifique d'Amérique du Nord)
- Canada :
  - Alberta*
  - Colombie-Britannique :
    - Nord-Est (la plus grande partie du district régional de la Peace River, sauf Fort Ware, Beatton River, Pink Mountain, Sikanni Chief, Buckinghorse River et Trutch)
    - Sud-Est* :
      - District régional d'East Kootenay
      - District régional de Central Kootenay à l'Est de la rivière Kootenay et certaines parties à l'Est du lac Kootenay au Sud de Riondel, inclus (Creston n'observe pas l'heure d'été cependant)
      - District régional Columbia-Shuswap à l'Est des monts Selkirk

  - Territoires du Nord-Ouest*
  - Nunavut* :
    - Ouest de 102° de longitude Ouest
    - Région de Kitikmeot

  - Saskatchewan :
    - Région de Lloydminster* (tout spécialement exclue de l'interdiction de l'heure d'été valable dans le reste de la province)
- États-Unis :
  - Arizona (la Nation navajo observe l'heure d'été, mais la réserve Hopi, incluse dans la première, ne l'observe pas)
  - Colorado*
  - Dakota du Nord* (sud-ouest)
  - Dakota du Sud* (ouest)
  - Kansas* (comtés de Greeley, Hamilton, Sherman et Wallace)
  - Idaho* (sud)
  - Montana*
  - Nebraska* (ouest)
  - Nevada* (réserve indienne de Duck Valley, ainsi que les villes de Mountain City, Jackpot], Owyhee et West Wendover)
  - Nouveau-Mexique*
  - Oklahoma* (comté de Kenton)
  - Oregon* (Nord du comté de Malheur)
  - Texas* (comtés d'El Paso et d'Hudspeth, Nord du comté de Culberson)
  - Utah*
  - Wyoming*
- Mexique :
  - Basse-Californie du Sud*
  - Chihuahua*
  - Nayarit* (en majeure partie)
  - Sinaloa*
  - Sonora

### UTC-6, S
|         |
| 15 h 58 |

- Autres désignations :
  - CST : Central Standard Time
  - HNC : Heure normale du Centre (zone Centre de l'Amérique du Nord)
- Belize
- Canada :
  - Manitoba*
  - Nunavut* (entre 85° et 102° de longitude ouest, à l'exception de l'ouest de l'île de Southampton et de la région de Kitikmeot)
  - Ontario* (ouest)
  - Saskatchewan (en majeure partie. Les régions de Creighton et Denare Beach utilisent officieusement l'heure d'été).
- Chili :
  - Île de Pâques**
- Costa Rica
- Équateur :
  - Îles Galápagos
- États-Unis :
  - Alabama*
  - Arkansas*
  - Dakota du Nord* (est)
  - Dakota du Sud* (est)
  - Floride* (ouest)
  - Illinois*
  - Indiana* (parties du nord-ouest et du sud-ouest)
  - Iowa*
  - Kansas* (en majeure partie)
  - Kentucky* (ouest)
  - Louisiane*
  - Michigan* (quatre comtés à l'ouest)
  - Minnesota*
  - Mississippi*
  - Missouri*
  - Nebraska* (centre et est)
  - Oklahoma*
  - Tennessee* (centre et ouest)
  - Texas* (en majeure partie)
  - Wisconsin*
- Guatemala
- Honduras
- Mexique* (tous les États et districts non mentionnés ci-dessus)
- Nicaragua
- Salvador

### UTC-5, R
|         |
| 16 h 58 |

- Autres désignations :
  - EST : Eastern Standard Time
  - HNE : Heure normale de l'Est (zone Est de l'Amérique du Nord)
- Bahamas
- Brésil :
  - Acre
- Canada :
  - Nunavut (est)
  - Ontario (en majeure partie, sauf le nord-ouest ontarien)
  - Québec (en majeure partie, sauf les îles de la Madeleine et l'extrême est de la Basse-Côte-Nord du Saint-Laurent)
- Colombie
- Cuba
- Équateur (sauf les îles Galápagos)
- États-Unis :
  - Caroline du Nord
  - Caroline du Sud
  - Connecticut
  - Delaware
  - Floride (est)
  - Géorgie
  - Indiana (en majeure partie)
  - Kentucky (est)
  - Maine
  - Maryland
  - Massachusetts
  - Michigan (en majeure partie)
  - New Hampshire
  - New Jersey
  - New York
  - Ohio
  - Pennsylvanie
  - Rhode Island
  - Tennessee (est)
  - Vermont
  - Virginie
  - Virginie-Occidentale
  - Washington, DC
- Haïti
- Jamaïque
- Panama
- Pérou
- Royaume-Uni :
  -  Îles Caïmans
  -  Îles Turques-et-Caïques

### UTC-4, Q
|         |
| 17 h 58 |

- Autres désignations :
  - AST : Atlantic Standard Time
  - HNA : Heure normale de l'Atlantique (côte atlantique de l'Amérique du Nord)
  - EDT : Eastern Daylight Time (heure d'été de la zone Est de l'Amérique du Nord)
  - HAE : Heure avancée de l'Est (désignation française pour l'heure d'été de la zone Est de l'Amérique du Nord)
- Antigua-et-Barbuda
- Argentine
  - Province de San Luis, en hiver seulement
- Barbade
- Bolivie
- Brésil :
  - Amazonas (à l'exception de l'extrême sud-ouest)
  - Mato Grosso**
  - Mato Grosso do Sul**
  - Pará (ouest)
  - Rondônia
  - Roraima
- Canada :
  - Labrador* (sauf la pointe sud-est)
  - Nouveau-Brunswick*
  - Nouvelle-Écosse*
  - Île du Prince-Édouard*
  - Québec* (est)
- Chili (horaire d'hiver)
- Danemark :
  -  Groenland (nord-ouest)
- Dominique
- États-Unis :
  -  Porto Rico
  -  Îles Vierges des États-Unis
- France :
  -  Guadeloupe
  -  Martinique
  -  Saint-Barthélemy
  -  Saint-Martin
- Grenade
- Guyana
- Paraguay**
- Pays-Bas :
  -  Aruba
  -  Curaçao
  -  Saint-Martin
- République dominicaine
- Royaume-Uni :
  -  Anguilla
  -  Bermudes*
  -  Malouines**
  -  Montserrat
  -  Îles Vierges britanniques
- Saint-Christophe-et-Niévès
- Sainte-Lucie
- Saint-Vincent-et-les-Grenadines
- Trinité-et-Tobago
- Venezuela (depuis le 1er mai 2016 à 3:00[1])

### UTC-3:30, P†
|         |
| 18 h 28 |

- Autres désignations :
  - NST : Newfoundland Standard Time
  - HNT : Heure normale de Terre-Neuve
- Canada :
  - Labrador* (sud-est)
  - Terre-Neuve*

### UTC-3, P
|         |
| 18 h 58 |

- Argentine
- Brésil :
  - Alagoas
  - Amapá
  - Bahia
  - Ceará
  - District fédéral**
  - Espírito Santo**
  - Goiás**
  - Maranhão
  - Minas Gerais**
  - Pará (est)
  - Paraíba**
  - Paraná**
  - Pernambouc
  - Piauí
  - Rio de Janeiro**
  - Rio Grande do Norte
  - Rio Grande do Sul**
  - Santa Catarina**
  - São Paulo**
  - Sergipe
  - Tocantins
- Chili
  - Régions d'Arica et Parinacota jusqu'à Aysén
  - Région de Magallanes et de l'Anctartique chilien
- Danemark :
  -  Groenland (en majeure partie)
- France :
  -  Guyane
  -  Saint-Pierre-et-Miquelon*
- Suriname
- Uruguay**

### UTC-2, O
|         |
| 19 h 58 |

- Brésil :
  - Fernando de Noronha
- Royaume-Uni :
  -  Géorgie du Sud-et-les îles Sandwich du Sud

### UTC-1, N
|         |
| 20 h 58 |

- Autres désignations :
  - CVT : Cape Verde Time (heure du Cap-Vert)
- Cap-Vert
- Danemark :
  -  Groenland (est. La région de Ittoqqortoormiit observe l'heure d'été européenne.)
- Portugal :
  - Açores*

### UTC+0, Z
|         |
| 21 h 58 |

- Autres désignations :
  - GMT : Greenwich Mean Time (Heure moyenne de Greenwich)
  - WET : Western European Time (heure de l'Europe occidentale)
- Burkina Faso
- Côte d'Ivoire
- Danemark :
  -  Îles Féroé*
  -  Groenland (région de Danmarkshavn, au nord-est)
- Espagne :
  - Îles Canaries*
- Gambie
- Ghana
- Guinée
- Guinée-Bissau
- Irlande*
- Islande
- Liberia
- Mali
- Mauritanie
- Norvège :
  -  Île Bouvet
- Portugal :
  - Territoire métropolitain*
  - Madère*
- Royaume-Uni :
  - Îles Britanniques (y compris  Île de Man,  Jersey et  Guernesey)*
  -  Sainte-Hélène, Ascension et Tristan da Cunha
- Sahara occidental
- Sénégal
- Sierra Leone
- Togo

### UTC+1, A
|         |
| 22 h 58 |

- Autres désignations :
  - BMT : Biel Mean Time (heure moyenne de Bienne)
  - CET : Central European Time
  - HNEC : heure normale d'Europe centrale
  - MET : Middle European Time
  - WAT : West Africa Time (heure d'Afrique de l'Ouest)
  - WEST : Western European Summer Time (heure d'été de l'Europe occidentale)
- Albanie*
- Algérie
- Allemagne*
- Andorre*
- Angola
- Autriche*
- Belgique*
- Bénin
- Bosnie-Herzégovine*
- Cameroun
- République centrafricaine
- République du Congo
- République démocratique du Congo :
  - Kinshasa
  - Bandundu
  - Bas-Congo
  - Équateur
- Croatie*
- Danemark*
- Espagne (y compris Ceuta et Melilla)*
- France :
  - France métropolitaine*
- Guinée équatoriale
- Gabon
- Hongrie*
- Italie*
- Kosovo*
- Libye
- Liechtenstein*
- Luxembourg*
- Macédoine*
- Malte*
- Maroc
- Monaco*
- Monténégro*
- Niger
- Nigeria
- Norvège :
  - Territoire métropolitain*
  -  Svalbard et Jan Mayen*
- Pays-Bas*
- Pologne*
- République tchèque*
- Royaume-Uni :
  -  Gibraltar*
- Saint-Marin*
- Sao Tomé-et-Principe
- Serbie*
- Slovaquie*
- Slovénie*
- Suède*
- Suisse*
- Tchad
- Tunisie
- Vatican

### UTC+2, B
|         |
| 23 h 58 |

- Autres désignations :
  - CAT : Central Africa Time (heure d'Afrique centrale)
  - CEST : Central European Summer Time (heure d'été de l'Europe centrale)
  - EET : Eastern European Time (heure de l'Europe orientale)
  - EST : Egypt Standard Time (heure normale d'Égypte)
  - HAEC : Heure avancée de l'Europe centrale
  - SAST : South Africa Standard Time (heure normale d'Afrique du Sud)
  - WAST : West Africa Summer Time (heure d'été d'Afrique de l'Ouest)
- Afrique du Sud
- Botswana
- Bulgarie*
- Burundi
- Chypre*
- Chypre du Nord*
- République démocratique du Congo :
  - province Orientale
  - Kasaï-Occidental
  - Kasaï-Oriental
  - Katanga
  - Nord-Kivu
  - Sud-Kivu
  - Maniema
- Égypte
- Estonie*
- Finlande*
- Grèce*
- Israël*
- Jordanie*
- Lesotho
- Lettonie*
- Liban*
- Lituanie*
- Malawi
- Moldavie*
- Mozambique
- Namibie
- Palestine*
- Roumanie*
- Royaume-Uni :
  - Bases chypriotes d'Akrotiri et Dhekelia*
- Russie* (Zone 1 : Kaliningrad)
- Rwanda
- Soudan
- Eswatini
- Syrie*
- Ukraine*
- Zambie
- Zimbabwe

### UTC+3, C
|        |
| 0 h 58 |

- Autres désignations :
  - EAT : East Africa Time (heure d'Afrique de l'Est)
  - EEST : Eastern European Summer Time (heure d'été de l'Europe orientale)
  - MSK : Heure de Moscou
- Afrique du Sud :
  - Îles du Prince-Édouard
- Arabie saoudite
- Bahreïn
- Biélorussie
- Comores
- Djibouti
- Érythrée
- Éthiopie
- France :
  -  Terres australes et antarctiques françaises
    - Îles éparses de l'océan Indien

  -  Mayotte
- Irak*
- Kenya
- Koweït
- Madagascar
- Ouganda
- Qatar
- Russie* (Zone 2 : Moscou)
- Somalie
- Tanzanie
- Turquie
- Yémen

### UTC+3:30, C†
- Iran

### UTC+4, D
|        |
| 1 h 58 |

- Autres désignations :
  - SAMT : Heure de Samara
- Arménie
- Azerbaïdjan*
- Émirats arabes unis
- France :
  -  Terres australes et antarctiques françaises
    - Îles Crozet

  -  La Réunion
- Géorgie (depuis le 27 mars 2005)
- Maurice
- Oman
- Russie* (Zone 3 : Samara)
- Seychelles

### UTC+4:30, D†
- Afghanistan

### UTC+5, E
|        |
| 2 h 58 |

- Autres désignations :
  - YEKT : Heure de Iekaterinbourg
- Australie :
  -  Îles Heard-et-MacDonald
- France :
  -  Terres australes et antarctiques françaises
    - Îles Kerguelen
    - Îles Saint-Paul et Amsterdam
- Kazakhstan (centre et ouest)[2].
- Maldives
- Ouzbékistan
- Pakistan
- Russie* (Zone 4, incluant Iekaterinbourg et Perm)
- Tadjikistan
- Turkménistan

### UTC+5:30, E†
- Désignation
  - IST, Indian Standard Time (heure normale de l'Inde)
- Inde
- Sri Lanka

### UTC+5:45, E‡
- Népal

### UTC+6, F
|        |
| 3 h 58 |

- Autres désignations :
  - OMST : Heure d'Omsk
- Bangladesh
- Bhoutan
- Kazakhstan (est)
- Kirghizistan [3].
- Royaume-Uni :
  -  Territoire britannique de l'océan Indien
- Russie* (Zone 5, incluant Novossibirsk et Omsk)

### UTC+6:30, F†
- Australie :
  -  Îles Cocos
- Birmanie

### UTC+7, G
|        |
| 4 h 58 |

- Autres désignations :
  - KRAT : Heure de Krasnoïarsk
- Cambodge
- Australie :
  -  Île Christmas
- Indonésie (ouest)
- Laos
- Mongolie (ouest)[4]
- Russie (Zone 6, incluant Krasnoïarsk)
- Thaïlande
- Viêt Nam

### UTC+8, H
|        |
| 5 h 58 |

- Autres désignations :
  - AWST : Australian Western Standard Time (heure normale de l'Australie-Occidentale)
  - IRKT : Heure d'Irkoutsk
- Australie :
  - Australie-Occidentale (en majeure partie)
- Brunei
- Chine (y compris  Hong Kong et  Macao)[5] (Chinese Standard Time)
- Indonésie (centre)
- Malaisie
- Mongolie* (en majeure partie)[4]
- Philippines
- Russie (Zone 7, incluant Irkoutsk)
- Singapour
- Taïwan

### UTC+8:45, H‡
- Australie :
  - Australie-Occidentale (villes de Caiguna, Eucla, Mundrabilla et Border Village à l'extrême Sud-Est)

### UTC+9, I
|        |
| 6 h 58 |

- Autres désignations :
  - YAKT : Heure de Iakoutsk
- Palaos
- Corée du Nord
- Corée du Sud
- Indonésie (est)
- Japon (JST, Japan Standard Time (heure normale du Japon)
- Russie* (Zone 8, incluant Iakoutsk)
- Timor oriental

### UTC+9:30, I†
- Autres désignations :
  - ACST : Australian Central Standard Time, (heure normale de l'Australie centrale)
- Australie :
  - Nouvelle-Galles du Sud (Broken Hill)**
  - Territoire du Nord
  - Australie-Méridionale**

### UTC+10, K
|        |
| 7 h 58 |

- Autres désignations :
  - AEST : Australian Eastern Standard Time (heure normale de l'Australie orientale)
  - VLAT : Heure de Vladivostok
- Australie :
  - Territoire de la capitale australienne**
  - Nouvelle-Galles du Sud**
  - Queensland
  - Victoria**
  - Tasmanie**
- États-Unis :
  -  Guam
  -  Îles Mariannes du Nord
- États fédérés de Micronésie :
  - Chuuk
  - Yap
- Papouasie-Nouvelle-Guinée
- Russie* (Zone 9, incluant Vladivostok)

### UTC+10:30, K†
- Australie :
  - Nouvelle-Galles du Sud (île Lord Howe — heure d'été : +0h30)**

### UTC+11:00, L
- Autres désignations :
  - SRET : Heure de Srednekolymsk
- Australie :
  -  Île Norfolk
- France :
  -  Nouvelle-Calédonie
- États fédérés de Micronésie :
  - Kosrae
  - Pohnpei
- Russie* (Zone 10)
- Îles Salomon
- Vanuatu

### UTC+12, M
|        |
| 9 h 58 |

- Autres désignations :
  - PETT : Heure de Petropavlovsk-Kamchatskiï
- Fidji
- États-Unis :
  -  Îles mineures éloignées des États-Unis
    - Wake
- France :
  -  Wallis-et-Futuna
- Kiribati :
  - Îles Gilbert
- Îles Marshall
- Nauru
- Nouvelle-Zélande**
- Russie* (Zone 11, incluant le Kraï du Kamtchatka)
- Tuvalu

### UTC+12:45, M‡
- Nouvelle-Zélande :
  - Îles Chatham**

### UTC+13, M†
- Kiribati :
  - Îles Phœnix
- Tonga
- Samoa

### UTC+14, M†
- Kiribati :
  - Îles de la Ligne, notamment l'île Christmas[6]